# Эссиньи-ле-Гран
Эссиньи́-ле-Гран (фр. Essigny-le-Grand) — коммуна во Франции, находится в регионе Пикардия. Департамент коммуны — Эна. Входит в состав кантона Рибмон. Округ коммуны — Сен-Кантен.
Код INSEE коммуны — 02287.

## Население
Население коммуны на 2010 год составляло 1109 человек.
| 1962 | 1968 | 1975 | 1982 | 1990 | 1999 | 2010 |
| ---- | ---- | ---- | ---- | ---- | ---- | ---- |
| 701  | 725  | 655  | 985  | 1252 | 1196 | 1109 |

## Экономика
В 2010 году среди 740 человек трудоспособного возраста (15—64 лет) 528 были экономически активными, 212 — неактивными (показатель активности — 71,4 %, в 1999 году было 71,6 %). Из 528 активных жителей работали 485 человек (251 мужчина и 234 женщины), безработных были 43 (21 мужчина и 22 женщины). Среди 212 неактивных 64 человека были учениками или студентами, 104 — пенсионерами, 44 были неактивными по другим причинам.